# سارگپه‌ایان
سارگپه‌ایان (نام علمی: Buteoninae) نام یک زیرخانواده از پرندگان شکاری از خانواده بازان است که شامل گونه‌های متوسط تا بزرگ و پهن‌بال می‌شود.
اعضای این زیرخانواده منقارهای کمانی نیرومندی برای دریدن گوشت دارند، و پا و پنجه آنها نیز قدرتمند است. بینایی آنها نیز بسیار تیز و دقیق است که به آنها امکان می‌دهد شکار را از فواصل دور شناسایی کنند.
زیرخانواده سارگپه‌ایان شامل سارگپه‌هایی با تنوع ظاهری بسیار زیاد است. برخی از گونه‌های این زیرخانواده نیز ظاهری عقاب‌مانند دارند. به‌طور کل دست‌کم ۵۰ گونه در زمره سارگپه‌ایان قرار داده شده‌اند.
پیش از این گونه‌های دیگری نظیر عقاب پَرپا هم در زیرخانواده سارگپه‌ایان قرار داده شده بود اما مطالعات جدید با استفاده از دی‌ان‌ای میتوکندری باعث شد از تعداد گونه‌های زیرخانواده سارگپه‌ایان کاسته شود.

## رده‌بندی
سرده‌های زیرخانواده سارگپه‌ایان
- پیراسارگپه (Parabuteo)
- بازنماها (Pseudastur)
- باز درنایی (Geranoaetus)
- سارگپه‌ها (Buteo) شامل ۳۰ گونه از عقابی‌های سارگپه‌ای (آمریکای شمالی) و سارگپه‌ای‌ها (اروپا)
- مارمولکی‌ها (Kaupifalco)
- سارگپه‌های خروسی (Buteogallus)
- سارگپه‌بازها (Butastur)
- سفیدبازها (Leucopternis)
- باز طوق‌سیاه (Busarellus)
- باز کنارجاده‌ای (Rupornis)
- عقابی‌های راهب (Harpyhaliaetus)